# Campeonato Europeu de Esportes Aquáticos de 1938
O Campeonato Europeu de Esportes Aquáticos de 1938 foi a 5ª edição do evento organizado pela Liga Europeia de Natação (LEN). A competição foi realizada entre os dias 6 e 13 de agosto de 1938, em Londres no Reino Unido. 

## Medalhistas

### Natação
Masculino
| Evento        | Ouro                                                                    | Ouro    | Prata                                                                      | Prata   | Bronze                                                                         | Bronze  |
| 100 m Livre   | Kees Hoving · Países Baixos                                             | 59.8    | Frederick Dove · Reino Unido                                               | 1:00.6  | István Kőrösi · Hungria                                                        | 1:01.2  |
| 400 m Livre   | Björn Borg · Suécia                                                     | 4:51.6  | Werner Plath · Alemanha                                                    | 4:56.2  | Norman Wainwright · Reino Unido                                                | 4:56.3  |
| 1500 m Livre  | Björn Borg · Suécia                                                     | 19:55.6 | Bob Leivers · Reino Unido                                                  | 19:57.0 | Heinz Arendt · Alemanha                                                        | 20:12.6 |
| 100 m Costas  | Heinz Schlauch · Alemanha                                               | 1:09.0  | Gerhard Nüsske · Alemanha                                                  | 1:10.8  | Árpád Lengyel · HungriaStans Scheffer · Países Baixos                          | 1:12.0  |
| 200 m Peito   | Joachim Balke · Alemanha                                                | 2:45.8  | Erwin Sietas · Alemanha                                                    | 2:45.9  | Anton Cerer · Iugoslávia                                                       | 2:47.6  |
| 4x200 m Livre | Alemanha · Werner Birr · Wolfgang Heimlich · Hans Freese · Werner Plath | 9:17.6  | França · Roland Pallard · Christian Talli · René Cavalero · Alfred Nakache | 9:22.6  | Reino Unido · Frederick Dove · Kenneth Deane · Bob Leivers · Norman Wainwright | 9:24.6  |

Feminino
| Evento        | Ouro                                                                              | Ouro   | Prata                                                                        | Prata  | Bronze                                                                      | Bronze |
| 100 m Livre   | Ragnhild Hveger · Dinamarca                                                       | 1:06.2 | Birte Ove-Petersen · Dinamarca                                               | 1:06.8 | Rie van Veen · Países Baixos                                                | 1:08.4 |
| 400 m Livre   | Ragnhild Hveger · Dinamarca                                                       | 5:09.0 | Rie van Veen · Países Baixos                                                 | 5:27.7 | Fernande Caroen · Bélgica                                                   | 5:33.4 |
| 100 m Costas  | Cor Kint · Países Baixos                                                          | 1:15.0 | Iet van Feggelen · Países Baixos                                             | 1:15.9 | Birte Ove-Petersen · Dinamarca                                              | 1:17.0 |
| 200 m Peito   | Inge Sørensen · Dinamarca                                                         | 3:05.4 | Doris Storey · Reino Unido                                                   | 3:06.0 | Jopie Waalberg · Países Baixos                                              | 3:06.2 |
| 4x100 m Livre | Dinamarca · Eva Arndt Riise · Gunvor Kraft · Birte Ove-Petersen · Ragnhild Hveger | 4:31.6 | Países Baixos · Alie Stijl · Trude Malcorps · Rie van Veen · Willy den Ouden | 4:39.5 | Reino Unido · Zilpha Grant · Joyce Harrowby · Margery Hinton · Olive Wadham | 4:51.4 |

### Saltos Ornamentais
Masculino
| Evento          | Ouro                   | Ouro   | Prata                   | Prata  | Bronze                         | Bronze |
| Trampolim 3 m   | Erhard Weiß · Alemanha | 148.02 | Fritz Haster · Alemanha | 137.50 | Frederick Hodges · Reino Unido | 132.52 |
| Plataforma 10 m | Erhard Weiß · Alemanha | 124.67 | Hans Kitzig · Alemanha  | 121.53 | László Hidvégi · Hungria       | 107.22 |

Feminino
| Evento          | Ouro                      | Ouro   | Prata                        | Prata  | Bronze                   | Bronze |
| Trampolim 3 m   | Betty Slade · Reino Unido | 103.60 | Gerda Daumerlang · Alemanha  | 102.28 | Edna Child · Reino Unido | 100.40 |
| Plataforma 10 m | Inge Beeken · Dinamarca   | 37.09  | Ann-Margret Nirling · Suécia | 36.92  | Suse Heinze · Alemanha   | 36.39  |

### Polo Aquático
| Evento    | Ouro    | Prata    | Bronze        |
| Masculino | Hungria | Alemanha | Países Baixos |

## Quadro de medalhas
| Ordem | País          | Medalha de ouro | Medalha de prata | Medalha de bronze | Total |
| ----- | ------------- | --------------- | ---------------- | ----------------- | ----- |
| 1     | Alemanha      | 5               | 7                | 2                 | 14    |
| 2     | Dinamarca     | 5               | 1                | 1                 | 7     |
| 3     | Países Baixos | 2               | 3                | 4                 | 9     |
| 4     | Suécia        | 2               | 1                | 0                 | 3     |
| 5     | Reino Unido   | 1               | 3                | 5                 | 9     |
| 6     | Hungria       | 1               | 0                | 3                 | 4     |
| 7     | França        | 0               | 1                | 0                 | 1     |
| 8     | Iugoslávia    | 0               | 0                | 1                 | 1     |
| 8     | Bélgica       | 0               | 0                | 1                 | 1     |
| Total | Total         | 16              | 16               | 17                | 49    |